# Ada (keresztnév)
Az Ada germán eredetű női név, az Adel- és Adal- kezdetű nevek rövidülése, jelentése: nemes. Egybeesik a héber eredetű bibliai Ádá (עָדָה) névvel, aminek a jelentése: ékesség, szépség.

## Rokon nevek
Adina

## Gyakorisága
Az újszülötteknek adott nevek körében az 1990-es években az Ada szórványosan fordult elő. A 2000-es és a 2010-es években sem szerepelt a 100 leggyakrabban adott női név között.
A teljes népességre vonatkozóan az Ada sem a 2000-es, sem a 2010-es években nem szerepelt a 100 leggyakrabban viselt női név között.

## Névnapok
- július 28.[2]
- december 4.[2]

## Híres Adák
Lásd: Az Ada nevet tartalmazó szócikkek a magyar Wikipédián
- Ada Lovelace gróf, Lord Byron lánya és Charles Babbage munkatársa
- Ada Negri olasz költő

- Bíró Ada, a magyarországi közszolgálati televízió (ezen belül is a Delta tudományos-ismeretterjesztő műsor) első mesterséges intelligencia által létrehozott „munkatársa”.